# César Nativi
César Nativi (* 12. April 1962 in Ajaccio) ist ein ehemaliger französischer Fußballspieler.

## Karriere
Der 178 Zentimeter große Abwehrspieler Nativi wuchs auf der Insel Korsika auf und schaffte beim dort angesiedelten SEC Bastia im Verlauf der Saison 1978/79 den Sprung in die erste Mannschaft. Dabei kam er auf sporadische Einsätze in der höchsten französischen Liga, bevor er sich in der nachfolgenden Spielzeit 1979/80 trotz seines geringen Alters von lediglich 17 Jahren zunehmend in der Abwehrkette etablieren konnte. Er gehörte zu einer ganzen Reihe einheimischer Talente, die bei Bastia in den späten 1970er-Jahren den Durchbruch schafften. Trotz seiner Vielseitigkeit, durch die er auch im Mittelfeld aufgeboten werden konnte, erhielt er aber keinen unangefochtenen Stammplatz und musste Anderen den Vortritt lassen, als sich die Korsen im Pokalfinale 1981 mit 2:1 gegen die AS Saint-Étienne durchsetzten. Wenig später erlitt er zuerst eine Verletzung des Schambeins und hatte dann mit einem Jochenbeinbruch zu kämpfen, weswegen er während der Saison 1981/82 nur bei einem einzigen Spiel auf dem Platz stand. Nach seiner Genesung hatte er erst in Gérard Bacconnier und dann in Alberto Tarantini zwei namhafte Konkurrenten, die ihm den Weg zurück in die erste Elf versperrten. Hinzu kam der gegen ihn erhobene Vorwurf einer rassistischen Beleidigung gegenüber einem Schiedsrichter, der ihm eine für fünf Spiele gültige Sperre einbrachte. Nachdem sein Rivale Tarantini den Verein 1984 verließ, besserte sich seine Lage und er wurde zum festen Bestandteil der Defensive von Bastia. 1986 musste er den Abstieg seiner Mannschaft hinnehmen und kehrte dem Klub daraufhin den Rücken.
Nachdem er Bastia 1986 verlassen hatte, unterschrieb er beim im Elsass angesiedelten Zweitligisten FC Mulhouse. Bei diesem erhielt er einen Stammplatz und spielte mit der Mannschaft um den Aufstieg, scheiterte aber sowohl 1987 als auch 1988 in der Relegationsrunde. Weil er aufgrund einiger Neuverpflichtungen seinen Stammplatz eingebüßt hatte, verließ er den Verein 1988 wieder und ging zurück nach Bastia. Mit diesem zählte er fortan zum Mittelmaß in der zweiten Liga und war die meiste Zeit über gesetzt, auch wenn er erneut von Verletzungen geplagt wurde. Als 1991 sein Vertrag auslief, entschied er sich gegen einen Verbleib und fand im Liga- und Lokalrivalen Gazélec FC Ajaccio aus dem Süden Korsikas einen neuen Arbeitgeber. 1993 erlebte er nicht nur den Abstieg seiner Mannschaft, sondern erlitt auch eine langanhaltende Verletzung des linken Knies. Dies bedeutete für den damals 31-Jährigen nach 146 Erstligapartien mit drei Toren sowie 174 Zweitligapartien mit sieben Toren das Ende seiner Profilaufbahn. Nativi verbrachte ein Jahr außerhalb des Fußballs, um seine Knieverletzung auszukurieren, bevor er für die Dauer der Saison 1994/95 im Trikot des Drittligisten AC Ajaccio noch einmal auf den Platz zurückkehrte. Anschließend blieb er auf Korsika und entschied sich gegen weitere Tätigkeiten im Profisport.